# Margaret de Hereford
Margaret de Hereford (también Margaret de Bohun; nacida Margaret de Gloucester, 1122/1123–6 de abril de 1197) fue una noble inglesa y la primogénita de Miles de Gloucester, I conde de Hereford, y de su esposa, la rica heredera cambro-normanda Sibyl de Neufmarché. Margaret se casó con Humphrey II de Bohun, del que tuvo cinco hijos. Margaret ocupó el puesto de condestable de Inglaterra y, como viuda, se hizo cargo del señorío de Herefordshire hasta su propia muerte. Ejerció de benefactora de varias instituciones religiosas.

## Familia
Margaret nació hacia 1122/1123, y fue la primogénita de Miles de Gloucester, I conde de Hereford, y de Sibyl de Neufmarché, heredera de uno de los feudos más importantes de las Marcas Galesas. Tuvo cinco hermanos y dos hermanas, todos más jóvenes que ella: Roger FitzMiles, II conde de Hereford, Walter de Hereford, Henry FitzMiles, Mahel de Hereford, William de Hereford, Bertha de Hereford y Lucy de Hereford. En la Historia fundationis cum fundatoris genealogia del priorato de Abergavenny, se nombra a Margaretam, Bertram y Luciam como las tres hijas de Miles y Sibyl.

## Matrimonio y descendencia
En una fecha desconocida anterior a 1139, contrajo nupcias con Humphrey II de Bohun, un aristócrata anglonormando y administrador del rey Enrique I de Inglaterra. Al igual que el padre de Margaret, Humphrey respaldó a Matilde de Inglaterra frente a su rival, el rey Esteban, durante el período de guerra civil que arrasó Inglaterra: la Anarquía. Juntos, Margaret y su marido fundaron el priorato de Farleigh, aunque el acta no está fechada. De esta unión nacieron cinco hijos:
- Humphrey de Bohun (m. 1180). Contrajo matrimonio, en calidad de segundo marido, con Margaret de Huntingdon, duquesa de Bretaña, con la que tuvo descendencia. Humphrey ocupó el cargo de condestable de Inglaterra.
- Milo de Bohun (muerto joven).
- Richard de Bohun (muerto joven).
- Matilda de Bohun (1140/1143–después de 1194/1199), que se casó tres veces: con (1) Henry d'Oilly, del que tuvo descendencia; (2) Juhel de Mayenne; y (3) Walter FitzRobert.
- Margery de Bohun (m. antes de 1196), que se casó con Waleran de Beaumont, IV conde de Warwick.[3] Sin embargo, la esposa de Warwick también aparece a veces con el nombre de Margery d'Oilly, que era la sobrina de la otra Margery. El nacimiento de su hijo y heredero en 1192 sitúa a Margery d'Oilly como probable cónyuge.

## Señorío de Herefordshire y condestable de Inglaterra
Tras la muerte de su padre en un accidente de caza en 1143, y antes de que el marido de Margaret falleciera hacia 1165, todos los hermanos de ésta ya habían muerto sin descendencia legítima. Al fallecer su hermano mayor Roger, el condado de Hereford quedó en estado de pendencia; debido a estos acontecimientos, las tierras y propiedades de Miles se dividieron entre Margaret y sus dos hermanas. Como era la primogénita, recibió el señorío de Herefordshire y el puesto de condestable de Inglaterra, cargo que heredaría su primogénito Humphrey y su nieto Henry y que seguiría en manos de sus descendientes directos. En su viudez, estuvo en posesión del señorío hasta su propia muerte, más de 30 años después. En su libro Women of the English Nobility and Gentry 1066–1500, Jennifer C. Ward describe a Margaret como un ejemplo de «las funciones que podía desempeñar una mujer en sus propiedades». Cumplió con sus deberes como señora de Herefordshire para con su señor, el rey Enrique II, pues en 1166 había devuelto la carta que nombraba a sus caballeros; este documento acreditaba 17 honorarios de caballeros del antiguo enfeoffment y tres cuartos del nuevo. Colaboró con el rey en la preparación del enlace de una de las hijas de éste, y en 1167–1168 dio cuenta de su contribución en el Liber ruber Scaccarii; asimismo, respondió por el escuage que se le debía por sus extensas propiedades al final del reinado del rey Enrique y durante el de su sucesor, Ricardo I. En el señorío sobre el que gobernaba, tomó a su padre como modelo a seguir, pues ratificó concesiones anteriores de tierras a sus arrendatarios y realizó sus propias concesiones de tierras a aquellos que le habían prestado un buen servicio.  
Margaret fue una generosa benefactora de varias instituciones religiosas, y se esforzó por llevar a cabo las concesiones de sus difuntos hermanos. Entregó todas las tierras de Quedgeley (Gloucestershire) por la salvación de las almas de sus hermanos. Su propia concesión sirvió para salvar las almas de sus hijos, sus padres, su esposo y el resto de su familia, así como la del rey Enrique II.

## Fallecimiento y legado
Margaret falleció el 6 de abril de 1197, y fue sepultada en el priorato de Llanthony Secunda (Gloucester), que su padre había fundado y donde Sibyl, su madre, había comenzado una vida religiosa tras la prematura muerte de su marido. La propia Margaret había hecho donaciones al priorato agustino. Dos años después de fallecer Margaret, el rey Juan ratificó las posesiones de la abadía mediante una cédula fechada el 30 de julio de 1199; entre ellas estaba la donación de duas partes de Onedesleye que realizó Margar de Bohun conforme a la partición que se hizo inter ipsam et Luciam suam sororem. El 28 de abril de 1200, el rey Juan creó un nuevo condado de Hereford para el nieto de Margaret, Henry, cuya tutela había ejercido ella durante la minoría de edad de éste.